# Coup d'État de 1970 au Lesotho
Le coup d'État de 1970 au Lesotho est un auto-coup d'État survenu le 30 janvier 1970 au Lesotho, dirigé par le Premier ministre Joseph Leabua Jonathan.

## Déroulement
Le coup d'État conduit à la prise de pouvoirs dictatoriaux par le Premier ministre Joseph Leabua Jonathan, qui occupait le poste depuis 1965. Il est déclenché par la victoire de l'opposition du Parti du Congrès du Basutoland (en) (dirigée par Ntsu Mokhehle) sur le parti au pouvoir, le Parti national Basotho (dirigé par Joseph Leabua Jonathan) aux élections législatives de 1970 (en).
Le Premier ministre Joseph Leabua Jonathan déclare l'état d'urgence, annule les élections, dissous le Parlement et suspend la constitution. Le roi Moshoeshoe II est envoyé en exil après avoir exprimé sa désapprobation.
Joseph Leabua Jonathan lui-même est destitué lors du coup d'État de 1986, dirigé par le général Justin Lekhanya.